# Holkbergets naturreservat
Holkbergets naturreservat är ett naturreservat i Vansbro kommun i Dalarnas län.
Området är naturskyddat sedan 2018 och är 53 hektar stort. Reservatet ligger på Holkberget nordväst om Stora Björntjärnen och består av granskog med ett mindre parti av tall.